# Ambient-előadók listája
Ez a lista azokat az előadókat, együtteseket sorolja föl, akik ambient stílusú zenét játszanak vagy játszottak.

## A
- Act Noir
- Acoustic Alchemy
- Adiemus
- Aeoliah
- Aes Dana
- Airiel
- Alpha Wave Movement
- Ambeon
- Amon Tobin
- Amp
- Andy Nerell
- Anugama
- Ananta
- Aphex Twin
- Art of Noise
- Ashera
- Ash Ra Tempel
- Ashrafi
- Asura
- Atom Heart
- Aural Planet
- Autopsia
- Autechre

## B
- Bradley Joseph
- Bad Sector
- Bass Communion
- Bill Laswell
- Boards of Canada
- Brian Eno
- Brunette Models
- Bruno Sanfilippo

## C
- Carbon Based Lifeforms
- Caia
- Clouddead
- Cluster
- Cocteau Twins
- Coil
- Controlled Bleeding
- Crab Smasher
- Craig Chaquico
- Cymphonic

## D
- Daniel Lanois
- Darshan Ambient
- Dave Jonsen
- David Darling
- David Sylvian
- Death Cube K
- Dean Evenson
- Deuter
- Devin Downsend
- DJ River
- DJ Spooky
- Dreamgate
- Dream State
- Dweller at the Treshold

## E
- Earth Boys
- East Quest
- Edgar Froese
- Eluvium
- Emerald Web
- Emerald Castle
- Emmy Rossum
- Enigma
- Enya
- Evenfall

## F
- Falling Up
- Falling You
- Fantomas
- Fila Brazilia
- Freesha
- Frou Frou
- Fumio

## G
- Gas
- Galaxy
- Gel-Sol
- Global Communication
- Grey Area
- Good Origins
- Guru Guru

## H
- Halo Manash
- Hammock
- Hemisphere
- Henrik Takkenberg
- Higher Intelligence Agency
- Hum

## I
- I8U
- Indidginus
- Ishq
- Ishvara

## J
- Jahh Wobble
- Jeff Johnson
- Jeff Pearce
- Jean-Michel Jarre

## K
- Karl Sanders
- Karlheinz Stockhausen
- Karunesh
- Kim Robertson
- Kitaró
- Kit Watkins
- KLF
- Klaus Schulze
- Krom
- Kruder & Dorfmeister

## L
- Labradford
- Laraaji
- Lightwave
- Liquid Mind
- Liquid Zen
- Loop Guru
- Loren Nerell
- Luminara
- Lustmord

## M
- Maeror Tri
- Main
- Makyo
- Mannheim SteamRoller
- Mariae Nascenti
- Mark Hillier
- Mars Lasar
- Matthias Grassow
- Michael Stearns
- Mirror System
- Moby
- Montana Skies
- Moodswings
- Mythos
- Morgenstern

## N
- Neal Schon
- Neptune Towers
- Nick Davis
- Nightingale
- Nightnoise
- No-man

## O
- Obsil
- Ombient
- Omni Trio
- Orbital
- Odd Nosdam

## P
- Paul Schütze
- Paul McCandless
- Palankar
- Pete Namlook
- phutureprimitive
- Pink Floyd
- Plasticman
- Popol Vuh
- Puff Dragon

## R
- Radio Massacre International
- Red
- Red Shift
- Richard Bone
- Roger Eno
- Rothko
- Robert Dich

## S
- Sara Ayers
- Sarah McLaughlin
- Saul Stokes
- Scann-Tec
- Seay
- Shadowfax
- Shulman
- Sigur Rós
- Silence Syndrome
- Solar Fields
- Solipsism
- Soundician
- Sun Electric
- Spacecraft
- Spacetime Continuum
- Stratvm Terror
- Stars of the Lid
- Sundial Aeon
- Symboisis
- Sync24

## T
- Tangerine Dream
- Team Sleep
- Terry Riley
- The Dead Texan
- The Fireman
- The Orb
- TimeShard
- T.I.T
- TUU
- Troum

## U
- Underworld (együttes)
- Ulrich Schnauss
- Ulver

## V
- Vangelis
- Violet Vision
- Viotti
- VLE

## W
- Wavestar
- Windy & Carl
- Woob

## Z
- Zeta Ambient
- Zola VAn
- Zoviet France